# Liste der portugiesischen Botschafter in Mali
Die Liste der portugiesischen Botschafter in Mali listet die Botschafter der Republik Portugal in Mali auf. Die Länder unterhalten seit 1976 direkte diplomatische Beziehungen, die auf die ersten Kontakte der im heutigen Senegal niedergelassenen Portugiesischen Entdeckungsreisenden zur malischen Stadt Timbuktu ab 1565 zurückgehen.
Der erste Botschafter Portugals akkreditierte sich 1978 in der malischen Hauptstadt Bamako. Eine eigene Botschaft eröffnete Portugal dort nicht, das Land gehört weiterhin zum Amtsbezirk des Portugiesischen Botschafters im Senegal, der sich dazu in Mali zweitakkreditiert (Stand 2019).

## Missionschefs
| Name                                         | Bild | Amtszeit  | Anmerkungen                                                                 |
| Mali                                         | Mali | Mali      | Mali                                                                        |
| -------------------------------------------- | ---- | --------- | --------------------------------------------------------------------------- |
| Jorge Syder Santiago                         |      | ab 1978   | Botschafter mit Amtssitz Dakar, am 1. September 1978 in Bamako akkreditiert |
| Carlos Maria Moniz Tavares de Matos Taquenho |      | ab 1985   | Botschafter mit Amtssitz Dakar                                              |
| Fernando Pinto dos Santos                    |      | ab 1989   | Botschafter mit Amtssitz Dakar                                              |
| Jorge Raúl da Silva Preto                    |      | ab 1995   | Botschafter mit Amtssitz Dakar, 7. Dezember 1995 in Bamako akkreditiert     |
| João Luís Niza Pinheiro                      |      | ab 1999   | Botschafter mit Amtssitz Dakar, am 2. Juli 1999 in Bamako akkreditiert      |
| António Augusto Montenegro Vieira Cardoso    |      | ab 2005   | Botschafter mit Amtssitz Dakar                                              |
| Rui Alberto Manupella Tereno                 |      | ab 2009   | Botschafter mit Amtssitz Dakar                                              |
| Paulo Jorge Pedreira do Nascimento           |      | ab 2014   | Botschafter mit Amtssitz Dakar, am 20. Mai 2011 in Bamako akkreditiert      |
| Vítor Paulo da Costa Sereno                  |      | seit 2018 | Botschafter mit Amtssitz Dakar                                              |